# Галан Ярослав Олександрович
Яросла́в Олекса́ндрович Гала́н (27 липня 1902, Динів — 24 жовтня 1949, Львів) — радянський пропагандист, письменник, журналіст і педагог, Радянофільство.
Член Комуністичної партії Західної України (1924—1938 рр.) та Всесоюзної комуністичної партії (більшовиків) (з 1939 року й до своєї смерті). Користувався підтримкою радянської влади: його книги видавали стотисячними накладами в українських видавництвах, а твори включали до шкільної програми.

## Життєпис

### Ранні роки
Ярослав Галан народився 27 липня 1902 року в селі Динів (тепер Підкарпатського воєводства Польщі) у греко-католицькій родині поштового службовця. У родині панували москвофільські настрої. Його батько з хлібом-сіллю зустрічав 1915 року у Львові російські війська та російську владу.
Під час відступу російських військ мати Ярослава Галана евакуювалася разом з дітьми: спершу до Львова, а згодом — до Ростова-на-Дону. Там він три роки навчався в російській гімназії, якраз у період Громадянської війни в Росії. У цей період ознайомився з агітацією Леніна, з творчістю низки російських письменників. Пізніше ті події, свідком яких він був, лягли в основу його оповідання «У дні незабутні». Після окупації Перемишля польськими військами (в ході польсько-української війни (1918—1919), Галани повернулися в Галичину.

### Політична, літературна та журналістська кар'єра
1922 року закінчив Державну гімназію з українською мовою навчання в Перемишлі. Навчався у Віденському (1922—1926) та Краківському університетах (1926—1928).
З 1924 — член Комуністичної партії Польщі.
Викладав польську словесність в українській приватній гімназії в Луцьку. 1929 року позбавлений права на педагогічну роботу в межах тогочасної Польщі як член КПЗУ й активіст прокомуністичної організації лівих письменників «Горно» у Львові.
1930—1932 — співробітник львівських часописів «Вікна» (друкований орган «Горна») та «Нові шляхи». Також у цей період, разом з польською антиукраїнською письменницею Вандою Василевською, працював у польському часописі «Dziennik popularny». У 1932—1939 роках жив із випадкових заробітків.
1932 року до УСРР на навчання виїхала дружина письменника — Ганна Галан (Геник). 1937 її, студентку Харківського медичного інституту, за типовим фальшивим звинуваченням арештували й невдовзі стратили.
1935 року Галану відмовлено в радянському громадянстві.
Письменник брав активну участь у комуністичному підпіллі, у підготовці та проведенні совєтофільського Антифашистського конгресу діячів культури (Львів, 1936).

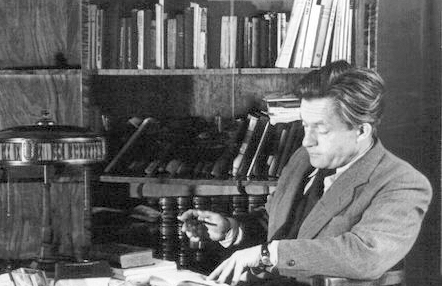
Ярослав Галан за працею

Перебував під наглядом української поліції Львова. Галана двічі заарештовували за комуністичну пропаганду — 1936, 1937.
Після анексії західноукраїнських земель радянським союзом працював кореспондентом львівської обласної газети «Вільна Україна» (1939—1941), всеукраїнської газети «Радянська Україна» (1942—1948) та головного російськомовного часопису ЦК КП(б)У «Правда Украины».
Під час Другої світової війни був коментатором на радіостанції імені Тараса Шевченка (Саратов, 1942), на радіостанції «Радянська Україна» (Москва, 1943) та на пересувній прифронтовій радіостанції «Дніпро» (1943). Разом з польською антиукраїнською письменницею Вандою Василевською працював у групі журналістів при ЦК КП(б)У у польському часописі Nowe Widnokregy (Куйбишев, 1942) та українському часописі Радянська Україна (1943).
З листопада 1945 до квітня 1946 — спеціальний кореспондент газети «Радянська Україна» на Нюрнберзькому процесі.
1 липня 1949 року Пій XII своїм Декретом проти комунізму відлучив від Католицької церкви усіх комуністів світу. У відповідь на цей декрет Галан написав сатиричний памфлет «Плюю на Папу» (написаний улітку 1949 року й уперше опублікований у журналі «Перець» (1949, № 18) під заголовком «Я і папа» у скороченому вигляді).

### Убивство
Убитий у робочому кабінеті. Смерть спричинили 11 ударів сокирою по голові, причому більшість з них була завдана вже після смерті. Оголошувалося, що приводом для вбивства стали антиклерикальні памфлети письменника. Василь Кук, командувач УПА, та деякі сучасні дослідники припускають, що замах організували співробітники МДБ з метою дискредитації націоналістичного підпілля в очах громадськості. За офіційною радянською версією, вбивство вчинили два бойовики ОУН-УПА, один із яких, Михайло Стахур, був особисто знайомий із письменником. Микита Хрущов особисто інформував про смерть Я. Галана Йосипа Сталіна, причому для «колориту» сказав, що вбивці користувалися гуцульською сокирою-барткою.
Убивство погіршило становище львівської інтелігенції та студентів і пришвидшило ліквідацію націоналістичного підпілля на Західній Україні, зокрема вбивство Романа Шухевича радянськими військами у березні 1950 року. Після смерті Галана заарештували десятки львівських студентів. Але загалом, за винятком арешту в грудні 1949 року Олени Степанів та Ярослава Дашкевича, яких заслали, ця хвиля репресій не мала значних руйнівних наслідків для місцевої інтелігенції.
Багато дослідників обставин загибелі Галана, зокрема заступник декана історичного факультету Львівського національного університету імені Івана Франка, кандидат історичних наук Роман Генега, стверджують, що переконливих доказів, які б свідчили про пряму причетність керівництва українського підпілля до вбивства публіциста, немає. Водночас деякі сучасні дослідники, зокрема докторантка Альбертського університету Юлія Кисла, не заперечуючи можливості вбивства Галана провокаторами радянських спецслужб, стверджують, що для радянського керівництва республіки, зокрема Микити Хрущова, це вбивство стало несподіванкою. На думку Юлії Кислої, загалом версія про вбивство Галана націоналістичним підпіллям виглядає більш правдоподібною, а більшість аргументів прихильників версії про вбивство радянськими спецслужбами є спекулятивними.

## Політичні погляди
Галан мав виражені антиукраїнські й антикатолицькі погляди. Під час Другої світової війни та опісля він засуджував ідеї української державності, називав українську революцію «жовтоблакитним маріонетковим балаганом штибу 1918 року», засуджував Українську греко-католицьку церкву та борців за незалежність України — ОУН та УПА.
Із 2014 року входить до списку осіб, які підлягають декомунізації.

## Антиукраїнська й антикатолицька діяльність
Під час II Світової війни та опісля Галан засуджував ідеї української державності, називав українську революцію — «жовтоблакитний маріонетковий балаган штибу 1918 року», оббріхував ОУН, УПА, а також греко-католицьку церкву. 1 липня 1949 року Пій XII своїм Декретом проти комунізму відлучив від Католицької церкви усіх комуністів світу, включно з Галаном — у відповідь на це Галан написав статтю «Плюю на Папу».
Перебуваючи на Нюрнберзькому процесі, він не міг не знати про факти переслідування нацистами християнських церков, у тому числі католицької церкви, бо вони були вказані в одному з обвинувачень керівництву Третього Рейху. Під час слухань, зокрема, озвучували про 237 храмів та 67 капличок католицької церкви, знищених режимом Третього Рейху. Однак багато творів Галана були спрямовані проти католиків, він звинувачував їх у співпраці з нацистами, писав у памфлетах про взаємну підтримку нацистів та Ватикану, попри те що Ватикан ще 1937 року офіційно засудив нацистський режим. Він називав митрополита греко-католицької церкви Андрея Шептицького, який у листі Гіммлеру засуджував масові нацистські злочини і який сам переховував євреїв від нацистського винищення, «бородатим мутієм свяченої водички» та звинувачував його у підтримці нацистів.
У творах письменника вимальовується підлабузницьке звеличення тогочасної радянської влади. Ярослав Галан у своїх творах подавав життя західних українців в сталінському СРСР як «велич визволеної людини», оминаючи факти масових репресій над населенням. Навіть факт незаконного засудження радянською владою власної дружини Ганни Галан (Геник) не стримував Ярослава Галана від схвалення сталінського режиму.

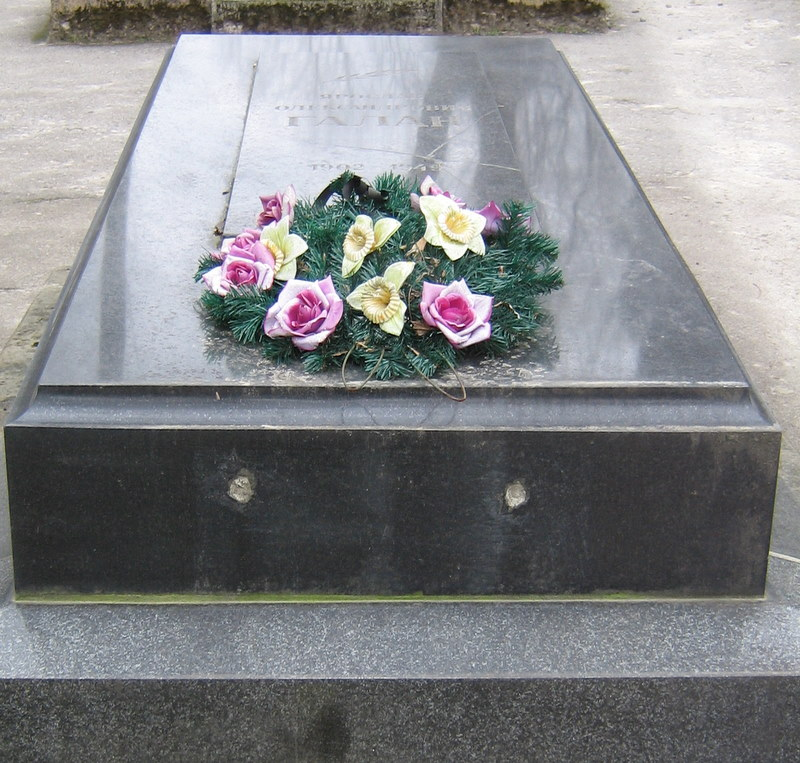
Могила Ярослава Галана на 1 полі Личаківського цвинтаря

Ярослав Галан у своїх публіцистичних працях часто вигадував випадки непідтверджених «звірств» українських націоналістів. У своєму нарисі «Чому немає назви» він описував «злочин» ОУН: "Чотирнадцятилітня дівчинка не може спокійно дивитися на м'ясо. Коли в її присутності збираються смажити котлети, вона блідне й тремтить, як осиковий лист. Кілька місяців тому в горобину ніч до селянської хати недалеко від міста Сарни прийшли озброєні люди і закололи ножами господарів. Дівчинка розширеними від жаху очима дивилася на агонію своїх батьків. Один з бандитів приклав вістря ножа до горла дитини, але в останню хвилину в його мозку народилася нова «ідея»: «Живи на славу Степана Бандери! А щоб чого доброго, не вмерла з голоду, ми залишимо тобі продукти. А ну, хлопці, нарубайте їй свинини!..» «Хлопцям» ця пропозиція сподобалась. Через кілька хвилин перед заціпенілою від жаху дівчинкою виросла гора м'яса з батька та матері, що стікали кров'ю…".

## Вшанування та пам'ять
За часів комуністичної диктатури Галан користувався чималою підтримкою комуністичного режиму: його книги видавали стотисячними накладами в українських видавництвах, а твори включали до шкільної програми. Наприклад, у 1977—1980 роках на вшанування 75-річчя з дня народження Ярослава Галана українське видавництво «Наукова думка» надрукувало чотиритомник творів Галана стотисячним тиражем. За часів радянської окупації України в багатьох населених пунктах України чимало вулиць отримали назву на честь Галана й було встановлено чимало пам'ятних дощок та інших меморіальним пам'яток. У Львові, Дрогобичі та смт Яблунів Івано-Франківської області Галану спорудили пам'ятники.
Навіть після здобуття незалежності України Галана прославляла українська влада: так, наприклад, у липні 2012 року Верховна Рада України прийняла постанову «Про відзначення 110-річчя з дня народження видатного українського письменника-антифашиста Ярослава Олександровича Галана».
Ситуація змінилася лише після Революції гідності 2014 року Галана внесли до списку осіб, які підлягають декомунізації й відповідно всі вулиці в Україні, що раніше носили ім'я Галана, було перейменовано. У Харкові у лютому 2016 вулицю Галана, яка розташовувалася поряд з медичним університетом й де навчалася його розстріляна дружина, перейменували на Літературну вулицю розпорядженням міськради Харкова.. В Одесі у червні 2016 року вулицю Ярослава Галана перейменували на вулицю Романа Шухевича. Станом на 2020 рік лише 2 населені пункти підконтрольні українській владі й досі не здійснили перейменувань вулиці Галана: у селі Максимівка Збаразького району Тернопільської області ще й досі залишилась вул. Ярослава Галана: сільський голова Дзядик Б. В. разом з депутатом вулиці Шарак О. Р. відмовилися виконувати закон про декомунізацію; у місті Шостка Сумської області ще й досі залишилась вул. Галана: міскрада Шостки відмовилася виконувати закон про декомунізацію, посилаючись на те, що у березні 2019 році 53,3 % учасників опитування (всього проголосувало 10 осіб), а у листопаді 2019 року 69,2 % учасників опитування (всього проголосувало 26 осіб) громадян проголосували проти перейменування.
У травні 2017 року, у Львові, на виконання Законів України щодо декомунізації, демонтували перші дві пам'ятні дошки Я. Галану за адресами вул. Стрийська, 46 та Героїв Майдану, 18. У жовтні 2017 року, в Харкові було знесено дошку Я. Галану на будинку «Слово». У березні 2019 року демонтували меморіальну дошку в Луцьку.

## Творчість
З усього, що написав Галан, особливе місце займає романтична повість «Гори димлять» (1938, польською мовою).
П'єси:
- Дон-Кіхот із Еттенгайму (1927),
- Вантаж (1930),
- Вероніка (1930),
- 99 % (1930),
- Осередок (1932),
- Недоспівана пісня (Під золотим орлом, 1947),
- Любов на світанні (1949).

### Екранізації творів
- «Під золотим орлом» (1957, художній фільм, реж. Марія Афанасьєва, Кіностудія ім. О. Довженка)
- «Гори димлять» (1989, 2 с, телефільм, реж. Б. Небієрідзе, Укртелефільм)

## Премії та нагороди
- 1952 — Сталінська премія за памфлети «Я і Папа», «Отець тьми і присні», «На службі у сатани», що увійшли до книги «Вибране» (посмертно).[31]
- Нагороджений двома орденами «Знак Пошани» (23.07.1945, 23.01.1948) та медалями «Партизанові Вітчизняної війни» 2-го ст. і «За доблесну працю у Великій Вітчизняній війні 1941—1945 рр.»

## Багатотомні зібрання творів та головні однотомні видання
Багатотомні зібрання творів
- Ярослав Галан. Твори у двох томах. Київ: Держлітвидав УРСР. 1953
  - Том 1: Оповідання, п'єси, нариси і статті, критика. (Упорядник Борис Буряк, Г. Кулініч). 492 стор.
  - ТОм 2: Памфлети і фейлетони. (Упорядник Борис Буряк, Г. Кулініч). 496 стор.

- Ярослав Галан. Твори у трьох томах. Київ: Держлітвидав УРСР. 1960
  - Том 1: П'єси. (Упорядник П.Довгалюка). 539 стор.
  - Том 2: Проза. Публіцистика. (Упорядники В.Власенко та В.Радченко). 750 стор.
  - Том 3: Публіцистика. Критика. (Упорядники В.Власенко та В.Радченко). 570 стор.

- Ярослав Галан. Твори у чотирьох томах. Київ: Наукова думка. 1977—1980
  - Том 1: Драматичні твори. (Упорядник Г. Кулінич). 511 стор. 1977
  - Том 2: Памфлети і фейлетони. (Упорядник Г. Кулінич). 703 стор. 1977
  - Том 3: Проза, публіцистика, літературна і театральна критика. (Упорядник Г. Кулінич). 623 стор. 1978
  - Том 4: Памфлети, фейлетони, нариси, статті, літературно-мистецька критика, «Перший дебют», газетні репортажі, промови, виступи, звернення, автобіографічні матеріали, листи (Упорядник Яків Цегельник). 847 стор. 1980

Головні однотомні видання
- Ярослав Галан. Їх обличчя: збірка нарисів. Львів: Вільна Україна. 1948. 105 стор.
- Ярослав Галан. Перед лицем фактів. Київ: Радянський письменник. 1949. 195 стор.
- Ярослав Галан. На службі у сатани: памфлети. Київ: Держлітвидав УРСР. 1957. 149 стор.
- Ярослав Галан. Люди без батьківщини: Оповідання, нариси та памфлети. Київ: Дніпро. 1967. 143 стор.
- Ярослав Галан. Твори. Київ: Молодь. 1970. 375 стор.
- Ярослав Галан. Недоспівана пісня: п'єси, оповідання, нариси, памфлети, статті. Київ: Дніпро. 1972. 559 стор.
- Ярослав Галан. Лицарі насильства і зради: публіцистика, памфлети, статті, нариси. Київ: Радянський письменник. 1973. 292 стор.
- Ярослав Галан. Вибрані твори. Львів: Каменяр. 1976. 237 стор.
- Ярослав Галан. Вибране: оповідання, памфлети, п'єси. Київ: Дніпро. 1981. 231 стор. (Шкільна бібліотека)
- Ярослав Галан. Драматичні твори. Львів: Каменяр. 1981. 415 стор. (Бібліотека «Карпати»)
- Ярослав Галан. Драматичні твори. Художня проза. Публіцистика. Київ: Наукова думка. 1983. 590 стор.
- Ярослав Галан. Любов на світанні: п'єса; публіцистика. Київ: Дніпро. 1986. 342 стор. (Бібліотека української класики «Дніпро»)
- Ярослав Галан. З неопублікованного: Фейлетони. Статті. Виступи. Листування. Щоденник. Львів: Каменяр. 1990. 103 стор. ISBN 5-7745-0272-4

Гори димлять
- Ярослав Галан. Гори димлять. Переклад з польської: Степан Трофимук. Київ: Радянський письменник. 1956. 234 стор. (тираж 65 тис. примірників)
  - (передрук) Ярослав Галан. Гори димлять. Переклад з польської: Степан Трофимук. Київ: Держлітвидав УРСР. 1959. 155 стор. (тираж 50 тис. примірників)